# Sân bay Chipata
Sân bay Chipata (IATA: CIP, ICAO: FLCP) là một sân bay ở Chipata, Zambia.

## Hãng hàng không và điểm đến
| Hãng hàng không  | Các điểm đến |
| ---------------- | ------------ |
| Proflight Zambia | Lusaka       |